# Oligoaeschna
Ne doit pas être confondu avec Oligaeschna.
Genre
Oligoaeschna est un genre de libellules de la famille des Aeshnidae (sous-ordre des Anisoptères, ordre des Odonates). 

## Liste d'espèces
Selon BioLib (29 décembre 2020) :
- Oligoaeschna amata (Förster, 1903)
- Oligoaeschna amani Chhotani, Lahiri & Mitra, 1983
- Oligoaeschna aquilonaris Wilson, 2005
- Oligoaeschna buehri (Förster, 1903)
- Oligoaeschna elacatura (Needham, 1907)
- Oligoaeschna foliacea (Lieftinck, 1968)
- Oligoaeschna modiglianii Selys, 1889
- Oligoaeschna mutata Lieftinck, 1940
- Oligoaeschna petalura Lieftinck, 1968
- Oligoaeschna platyura Lieftinck, 1940
- Oligoaeschna poeciloptera (Karsch, 1889)
- Oligoaeschna pseudosumatrana Karube, 1997
- Oligoaeschna sumatrana Lieftinck, 1953
- Oligoaeschna uemurai Asahina, 1990
- Oligoaeschna uropetala Lieftinck, 1968
- Oligoaeschna venatrix (Förster, 1903)
- Oligoaeschna venusta Lieftinck, 1968
- Oligoaeschna zambo Needham & Gyger, 1937